# Rhygoplitis aciculatus
Rhygoplitis aciculatus är en stekelart som först beskrevs av William Harris Ashmead 1900.  Rhygoplitis aciculatus ingår i släktet Rhygoplitis och familjen bracksteklar. Inga underarter finns listade i Catalogue of Life.